# Ester Cosani
Rita Cosani Sologuren (24 de diciembre de 1914, Arica — marzo de 2001, Concepción), apodada Ester Cosani, fue una escritora e ilustradora chilena.

## Vida profesional
Fue una de las precursoras de la literatura infantil en Chile, por medio de sus primeras obras publicadas a fines de la década de 1930 e inicios de los años 1940.
Por su parte, su labor de dibujante comenzó en la revista El Colegial. Más tarde participó en el acta de constitución de la Alianza de Dibujantes de Chile, que firmó en 1941, junto a las ilustradoras Carmen Eysaud, Elizabeth Wilkens y Elena Poirier.
En 1951 ganó el Premio de la Dirección del Teatro Nacional, por su obra «La casa de las ratas». Contó además con un programa radial llamado "La cajita de música".

## Obra
Cronología de sus publicaciones:
| Año  | Título                           |
| 1938 | «Leyendas de la vieja casa»      |
|      | «Leyenda de la quena»            |
| 1939 | «Para saber y contar»            |
| 1942 | «Las desventuras de Andrajo»     |
| 1943 | «Cuentos a Pelusa»               |
|      | «La casa de las ratas»           |
| 1957 | «Cuentos a Beatriz»              |
|      | «Una historia de ángeles»        |
| 1994 | «Rimas»                          |
| 1995 | «Cuentos de Tocorí de la Sierra» |